# Strike Back
Strike Back är det tyska heavy metal-bandet Steelers tredje studioalbum, utgivet 1986 på skivbolaget Steamhammer.
Strike Back producerades av Frank Bornemann med Bornemann, Jan Nemec och Tommy Hansen som ljudtekniker. Albumet mixades av Hansen. Omslaget gjordes av Julia Goode. Medverkande musiker var Peter Burtz (sång), Tom Eder (gitarr), Axel Rudi Pell (gitarr) och Jan Yildiral (trummor). Den tidigare basisten Volker Krawczak hade inför detta album blivit utbytt mot Hervé Rossi. I själva verket medverkar dock inte Rossi alls på skivan utan i stället spelar Tommy Newton bas.

## Låtlista
Sida A
1. "Chain Gang" – 3:27
2. "Money Doesn't Count" – 4:43
3. "Danger Comeback" – 3:42
4. "Icecold" – 3:59
5. "Messing Around with Fire" – 4:06

Sida B
1. "Rockin' the City" – 3:50
2. "Strike Back" – 3:58
3. "Night After Night" – 4:58
4. "Waiting for a Star" – 4:38

## Medverkande
Musiker
- Peter Burtz – sång
- Tom Eder – gitarr
- Tommy Newton – bas
- Axel Rudi Pell – gitarr
- Jan Yildiral – trummor

Övrig personal
- Frank Bornemann – producent
- Julia Goode – artwork
- Tommy Hansen – ljudtekniker, mixning
- Fritz Hilpert – assisterande ljudtekniker
- Jan Nemec – ljudtekniker